# 11月22日 (旧暦)
旧暦11月22日は旧暦11月の22日目である。六曜は友引である。

## できごと
- 明治4年（グレゴリオ暦1872年1月2日） - 日本の府県を3府72県に再編

## 誕生日
- 仁治3年（ユリウス暦1242年12月15日） - 宗尊親王[1]、鎌倉幕府6代将軍（+ 1274年）
- 元治元年（グレゴリオ暦1864年12月20日） - 竹内栖鳳、画家（+ 1942年）

## 忌日
- 弘長3年（ユリウス暦1263年12月24日） - 北条時頼、鎌倉幕府5代執権（* 1227年[2]）
- 享保9年（グレゴリオ暦1725年1月6日） - 近松門左衛門、浄瑠璃・歌舞伎狂言作家（* 1653年）